# Pierre-Barthélemy Gheusi
Pierre-Barthélemy Gheusi, född 21 november 1865, död 30 januari 1943, var en fransk författare, advokat och ämbetsman.
Pierre-Barthélemy Gheusi var biträdande direktör för Opéra-Comique 1914–1918 och teaterkritiker i Le Figaro. Han skrev romaner, teaterhistoriska arbeten, skådespel och operalibretton, bland annat för Camille Saint-Saëns. Gheusi, som rörde sig i de mest skilda litterära och politiska kretsar, skildrade sina minnen i Cinquante ans de Paris (4 band, 1939–1942).